# Paul Hait
Paul William Hait (Pasadena, 25 maggio 1940) è un ex nuotatore statunitense.

## Palmarès
- Giochi olimpici

Roma 1960: medaglia d'oro nella staffetta 4x100 metri misti.